# رودسيا وأسلحة الدمار الشامل
رغم أن العديد من البلدان الأخرى تمتلك برامج أسلحة كيميائية وبيولوجية، كانت رودسيا من البلدان القليلة المعروفة باستخدام العوامل الحيوية والكيميائية. جرى استخدام الأسلحة الكيميائية والبيولوجية الرودسية في نهاية نضال رودسيا المطول ضد التمرد القومي الأفريقي المتنامي في أواخر سبعينيات القرن العشرين. نشأ هذا الجهد المتعلق بالأسلحة الكيميائية والبيولوجية الرودسية نتيجة لتدهور الحالة الأمنية في أعقاب استقلال موزامبيق عن الحكم الاستعماري البرتغالي. في أبريل 1980، أصبحت المستعمرة السابقة دولة زيمبابوي المستقلة.

## المنشأ
كان المشروع من بنات أفكار البروفيسور روبرت سايمنغتون، الذي ترأس البرنامج السريري في مدرسة الطب في جامعة رودسيا (مدرسة غودفري هاغينز للطب). ذُكر أنه طرح الفكرة على وزير الدفاع بيتر كينيون فان دير بايل، الذي بدوره دعا إلى طرحها على رئيس الوزراء يان سميث. أسند رئيس الوزراء، بالتشاور مع وزارة الحرب، المسؤولية إلى منظمة الاستخبارات المركزية، وأنيط بالتنفيذ إلى عنصر الاتصال للفرع الخاص في كشافة سيلوس. على الرغم من أنهم كانوا على علم بوجود برنامج الأسلحة الكيميائية والبيولوجية، فإن المدى الكامل الذي شاركت فيه قيادة رودسيا السياسية والعسكرية ليس واضحًا بسبب نقص المواد الموثقة أو الشهود الأحياء.
بالنظر إلى الدور الرئيسي لوزير الدفاع يتر كينيون فان دير بايل في مبادرة الأسلحة الكيميائية والبيولوجية، من المؤكد أن جهود رودسيا في الأسلحة الكيمائية والبيولوجية بدأت تقريبًا قبل إزالة فان دير بايل من منصب وزير الدفاع في 9 سبتمبر 1976. ربما يعود اقتراح سايمنغتون لبرنامج الأسلحة الكيميائية والبيولوجية إلى منتصف عام 1975 وأواخره وإلى أوائل عام 1976 ومنتصفه، لكن التاريخ الدقيق لبداية جهد الأسلحة الكيميائية والبيولوجية ليس واضحًا. بمجرد الحصول على التصريح، بدأت تجارب الأسلحة الكيميائية والبيولوجية الرودسية في «حصن» كشافة سيلوس في بيندورا منذ وقت ما من عام 1976، ويكاد يكون من المؤكد أن العمليات بدأت في أواخر عام 1976. في هذا الوقت، عيّن سايمنغتون عدد من المتطوعين من جامعة رودسيا للعمل على المشروع. وفقًا لما ذكره أعضاء فريق الأسلحة الكيميائية والبيولوجية الرودسية، بدأوا في تسميم الملابس في أبريل 1977، وتلويث الأغذية والمشروبات والأدوية في مايو/يونيو 1977. ذكروا أيضًا أن المشروع لم ينته حتى أواخر عام 1979.
كان رئيس منظمة الاستخبارات المركزية؛ كين فلاور، على دراية تامة بأنشطة الأسلحة الكيميائية والبيولوجية، إذ كان يتلقى تقارير نصف أسبوعية من المسؤول عن البرنامج؛ مايكل «ماك» ماكغينيس. أطلِع مفوضو شرطة جنوب أفريقيا البريطانية، وهم أولًا شيرين، ثم ألوم لاحقًا، على جهود المبذولة في الأسلحة الكيميائية والبيولوجية، واتخذ شيرين على الأقل خطوات لضمان بقاء البرنامج خفيًا. في عام 1977، أطلع ماكغينيس العمليات المشتركة بقيادة الفريق الجنرال بيتر وولز على الجهود المبذولة في الأسلحة الكيميائية والبيولوجية.

## الهدف
على الرغم من أن المعلومات القليلة المحددة لا تزال متاحة بشأن الجهود المبذولة في الأسلحة الكيميائية والبيولوجية الرودسية، فإن ما لا جدال فيه هو أن هدفها الأساسي يتمثل في قتل العصابات سواء كانوا مجندين عابرين إلى المخيمات في موزامبيق، أو عصابات يعملون داخل رودسيا. أخذ جهد الأسلحة الكيميائية والبيولوجية على عاتقه تهديد حرب العصابات من ثلاث جبهات. أولًا، استهدف الجهد القضاء على العصابات التي تعمل داخل رودسيا من خلال إمدادات ملوثة إما مقدمة من رجال الاتصال، أو المستردة من مخابئ مخفية، أو المسروقة من متاجر ريفية. كان التأثير من المستوى الثاني هو تعطيل العلاقات بين مؤيدي القرى والعصابات. ثانيًا، عمل هذا الجهد على تلويث إمدادات المياه على طول طرق تسلل العصابة إلى رودسيا، ما أجبر رجال العصابات إما على السفر عبر المناطق القاحلة لحمل المزيد من المياه والقليل من الذخيرة، أو السفر عبر المناطق التي تقوم قوات الأمن بدوريات فيها. أخيرًا، سعى الرودسيون إلى ضرب العصابات في ملاجئهم الآمنة عن طريق تسميم الأغذية والمشروبات والأدوية.